# Perliodes grisescens
Perliodes grisescens är en insektsart som beskrevs av Ludwig Redtenbacher 1906. Perliodes grisescens ingår i släktet Perliodes och familjen Pseudophasmatidae. Inga underarter finns listade i Catalogue of Life.